# Francisco Ramón Carvajal Martínez
Francisco Ramón Carvajal Martínez conocido también por el sobrenombre Bueyón (18 de enero de 1931 - 11 de febrero de 1990) fue un abogado y revolucionario dominicano, integrante del Movimiento Revolucionario 14 de Junio.

## Biografía
Sus padres fueron Francisco Carvajal L. y Altagracia Martínez Castillo. Con 14 años de edad se dedicó a la tarea clandestina de distribuir panfletos en contra del régimen trujillista, como integrante de la Juventud Democrática, organización a la que pertenecieron los hermanos Félix Servio y Juan Doucudray. Fue miembro del Movimiento Revolucionario 14 de Junio. Decidió el 24 de febrero asilarse en la Embajada de Brasil junto a otros compañeros, pues se descubrió su participación en aquel movimiento y era perseguido por la policía. Ya en Brasil, arriesgó su vida atravesando la selva de Mato Grosso en una pequeña avioneta llegando a Santa Elena de Uaiden, en Caroní, Estado de Bolívar (Venezuela), fronterizo con Brasil, donde junto a Julián Espinal (Potenkín) hizo llamadas para la lucha al pueblo dominicano, por medio de una pequeña estación de radio. Pasó entonces a Caracas y se reunió con otros exiliados dominicanos radicados allí. Regresó al país el 3 de agosto de 1961 incorporándose al Movimiento Revolucionario 14 de Junio, junto a Manuel Aurelio Tavárez Justo y llegó a ocupar el cargo de Secretario de Prensa y Propaganda. 
En sus últimos años fue famoso por sus comparecencias televisivas, donde hacía uso de un lenguaje repleto de historia, de leyendas y viejas vivencias de la ciudad de Santo Domingo. Después de salir del Movimiento Revolucionario 14 de Junio, mantuvo siempre una línea independiente, no afiliándose a ningún partido político. Murió el 11 de febrero de 1990.